# Testerazo
Testerazo är en ort i Mexiko.   Den ligger i kommunen Tacámbaro och delstaten Michoacán de Ocampo, i den södra delen av landet, 250 km väster om huvudstaden Mexico City. Testerazo ligger 1 760 meter över havet och antalet invånare är 738.
Terrängen runt Testerazo är lite bergig, och sluttar söderut. Runt Testerazo är det ganska tätbefolkat, med 80 invånare per kvadratkilometer. Närmaste större samhälle är Tacámbaro de Codallos, 1,2 km söder om Testerazo. I omgivningarna runt Testerazo växer huvudsakligen savannskog.